# Carrière Wellington
La carrière Wellington est un lieu de mémoire de la Première Guerre mondiale situé à Arras, dans le département du Pas-de-Calais. Ce réseau de galeries souterraines a joué un rôle majeur dans la prise des lignes allemandes et a permis d'épargner la vie de nombreux soldats alliés en les faisant passer par le sous-sol. Elle fait partie des 19 kilomètres qui composent les carrières souterraines d'Arras.

## Histoire du site

### Une carrière de craie datant du Moyen Âge
Du Moyen Âge au XVIIIe siècle, les gisements de craie se trouvant dans le sous-sol d'Arras ont été largement exploités afin de construire les bâtiments mêmes de la ville. L'exploitation de ces carrières a cessé au cours du XIXe siècle. Leur souvenir même avait disparu, sauf chez les habitants d'Arras qui disposaient parfois d'un accès direct à ces carrières à partir des caves de leurs habitations.

### Redécouverte et aménagements, lors de la Première Guerre mondiale
Pendant la Première Guerre mondiale, en octobre 1914, le front se stabilisa en Artois et forma un saillant dans les lignes allemandes, autour d’Arras. La ville fut effroyablement ravagée par les tirs de l'artillerie allemande.
À partir de 1916, les troupes françaises sont remplacées par l’armée britannique. Le général Nivelle, commandant l'armée française, obtient du maréchal Haig, commandant l'armée britannique que ses troupes lancent une offensive de diversion à partir d'Arras tandis que l'armée française attaquerait les Allemands au Chemin des Dames dans l’Aisne.
L’armée britannique fait aménager par les soldats du génie Néo-Zélandais les anciennes carrières de craie de la ville, les « boves ». Deux vastes réseaux souterrains sont organisés. Sous le quartier Saint-Sauveur, les Écossais et les Anglais donnent aux carrières les noms de Glasgow, Manchester ou  Liverpool. Sous le quartier Ronville, les Néo-Zélandais les nomment Wellington, Auckland ou Nelson.
Le 9 avril 1917, à 5 h 30, après une énorme explosion, 24 000 hommes surgissent de dessous terre et surprennent les premières lignes allemandes. Au même moment, les Canadiens se lancent à l’assaut de la crête de Vimy.

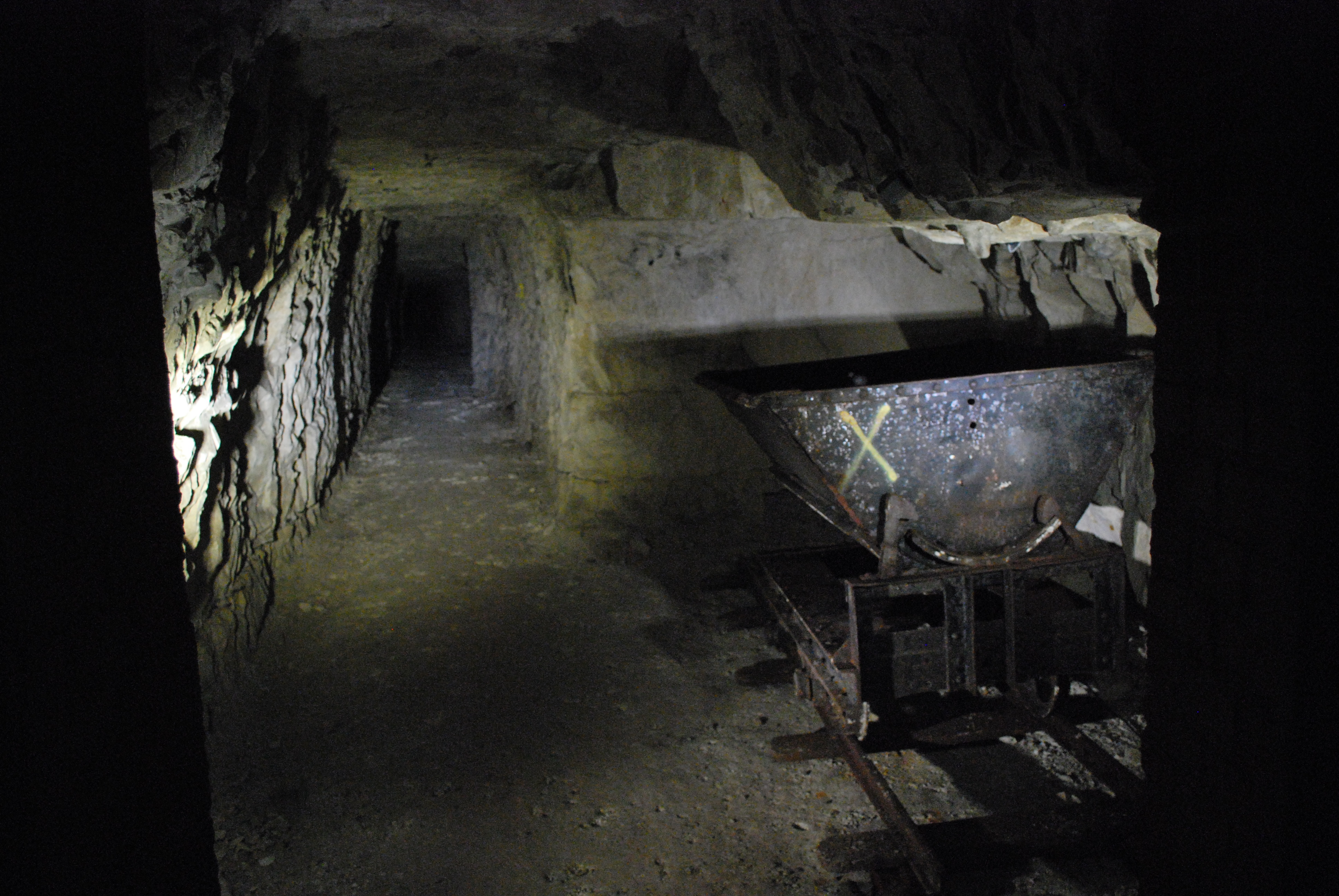
Un tunnel allant en direction d'une autre carrière, située sous le supermarché voisin.
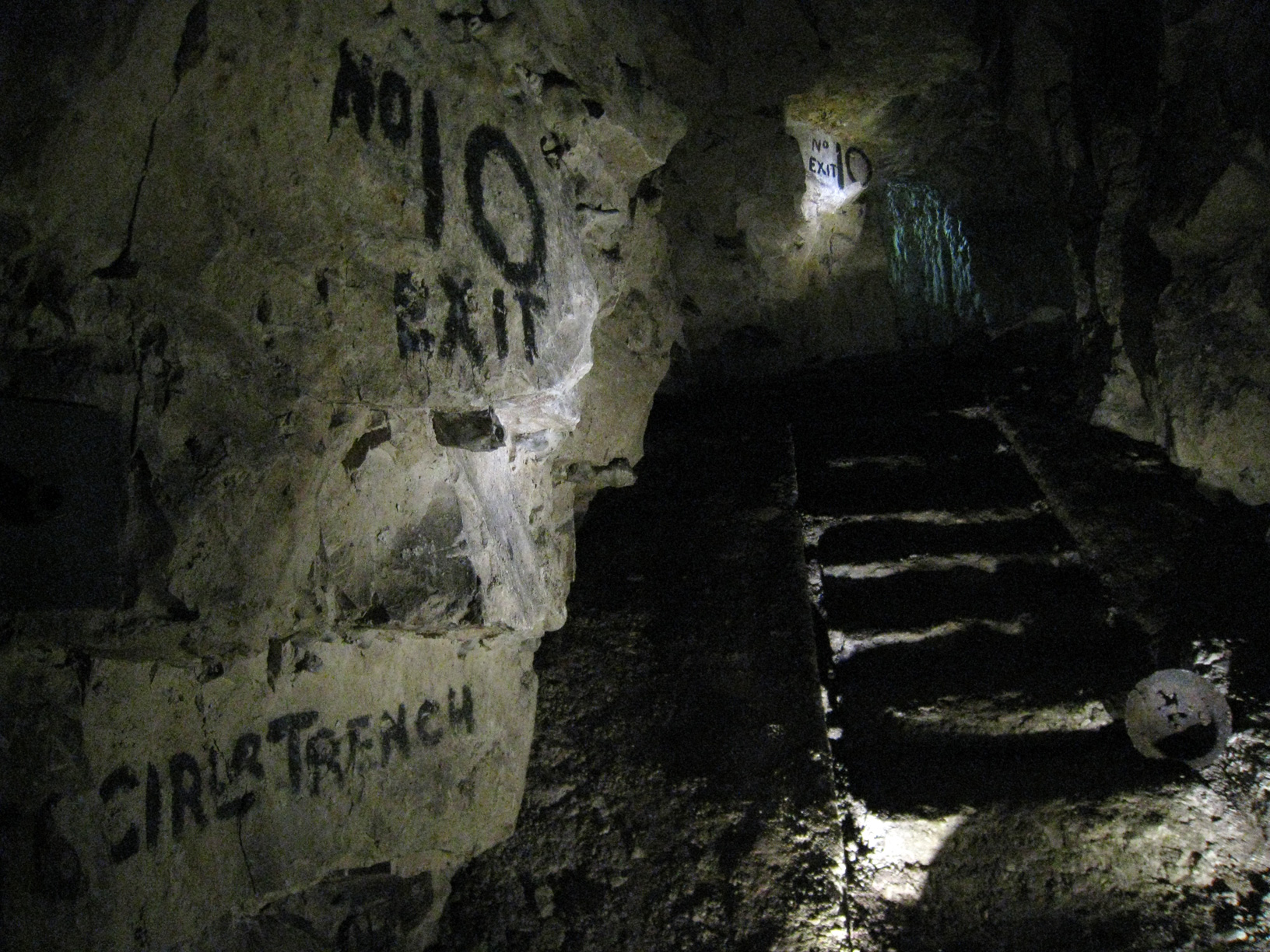
La sortie no 10, l'une de celles utilisées lors de l'offensive du 9 avril 1917.

Pour plus de détails, cf. le paragraphe consacré aux mines et tunnels lors de la Bataille d'Arras de 1917, retraçant l'histoire de la bataille d'Arras de 1917.
Aujourd’hui ouverte au public, la Carrière Wellington permet de découvrir les préparatifs de cette bataille d’Arras et la vie des soldats attendant de partir au combat.

### Un abri pour la population arrageoise, lors de la Seconde Guerre mondiale
Au cours de la Seconde Guerre mondiale, les tunnels ont été rouverts pour servir d'abris antiaérien à destination de la population d'Arras. Cette époque n'a laissé que quelques traces (des inscriptions peintes en rouge et une nouvelle électrification des galeries), traces minoritaires par rapport à celles datant de la précédente guerre.

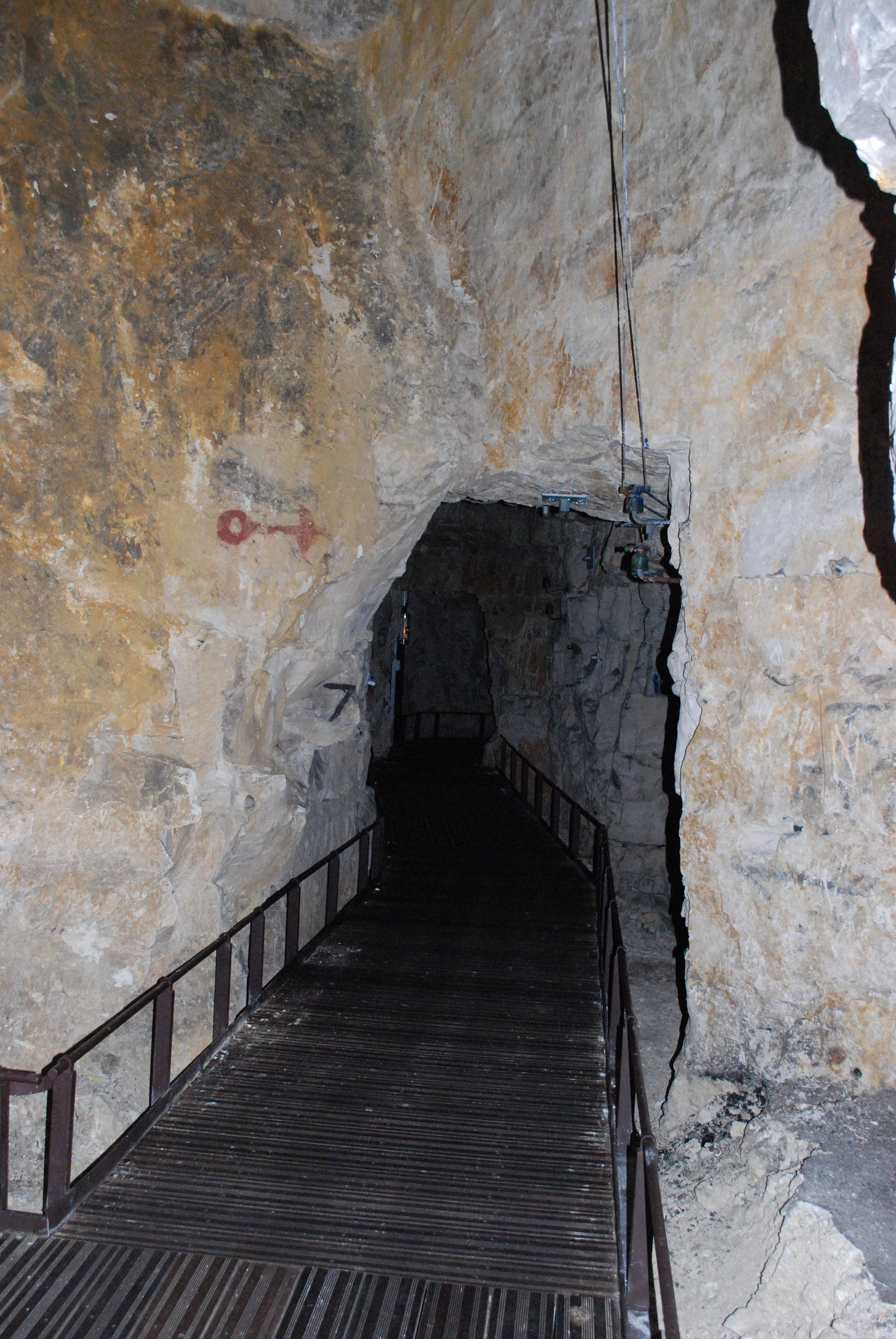
Les câbles électriques visibles ici datent de la Seconde Guerre mondiale (isolateurs en verre et non en porcelaine).
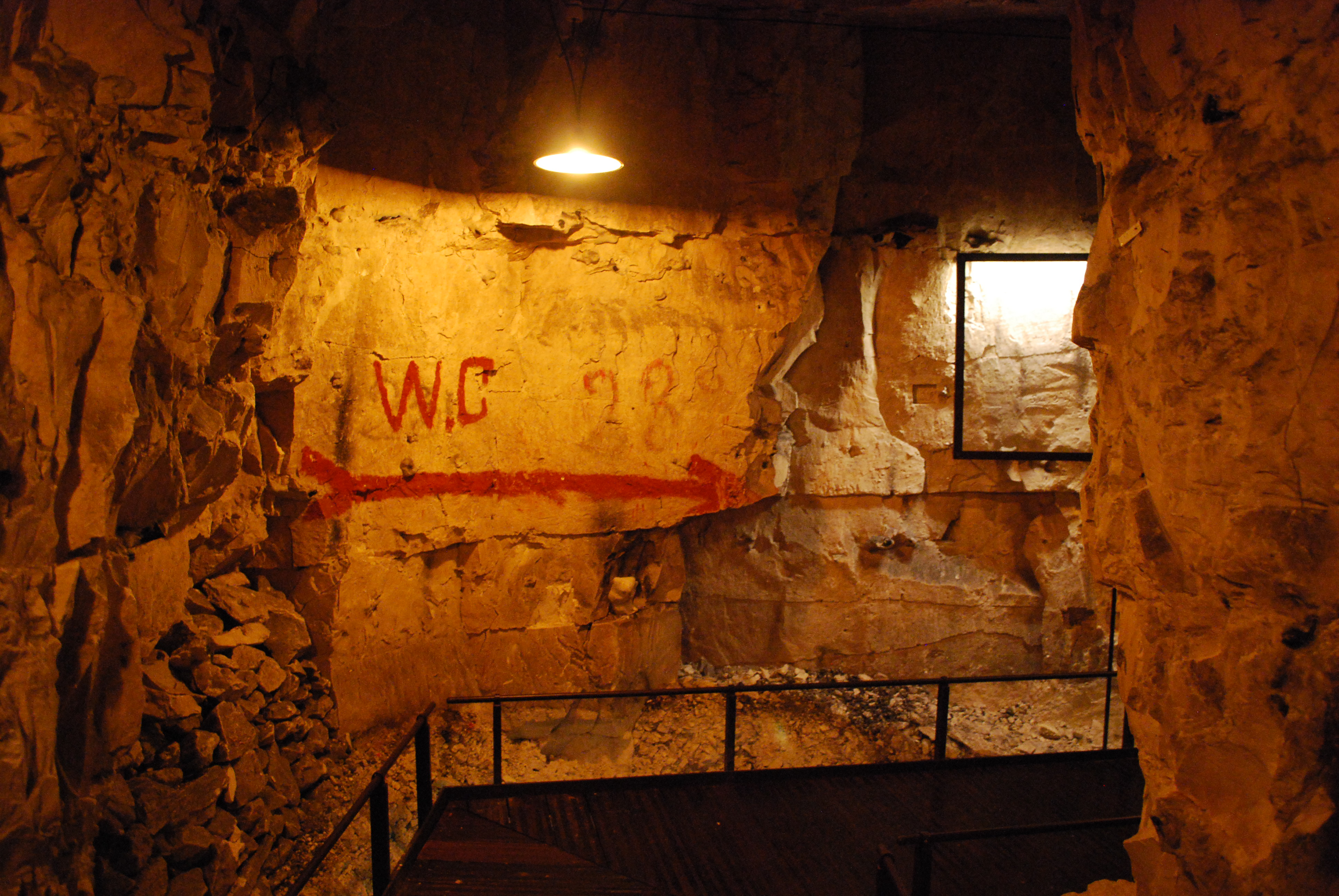
Les inscriptions en rouge datent de la Seconde Guerre mondiale ; celles en noir datent de la Première.

## Le Musée
Le 1er mars 2008, la carrière Wellington est ouverte aux visiteurs. Le site, exploité par l'office de tourisme d'Arras, propose un espace d'accueil avec expositions et documentation sur les différents sites de la Première Guerre mondiale en France et en Belgique. Il propose surtout l'accès direct aux souterrains pour les visiteurs grâce à des visites d'une heure exclusivement guidées et audioguidées, qui emmènent les groupes de visiteurs sur un parcours aménagé pour les personnes à mobilité réduite à l'intérieur de la carrière, à la découverte du plan d'attaque britannique de la bataille d'Arras mais surtout de la vie quotidienne des tunneliers néo-zélandais et des soldats du corps expéditionnaire britannique à l'intérieur des souterrains de la ville dans les jours qui précédent la bataille.
Le site remplit également la fonction de mémorial de la bataille d'Arras, avec un mur mémorial sur lequel est gravé le nom de l'ensemble des régiments ayant participé à la bataille, et depuis le centenaire de la bataille, un deuxième mur est dédié spécifiquement aux tunneliers néo-zélandais avec une galerie de portraits. Une œuvre d'art a également été installée dans le parc. Intitulée La terre se souvient et réalisée par l'artiste néo-zélandaise Marian Fountain, elle représente la silhouette d'un tunnelier néo-zélandais en hommage à ces hommes et a été inaugurée le 9 avril 2017.
Chaque année, le site accueille également des commémorations, notamment à l'occasion de l'anniversaire du départ de la bataille d'Arras, le 9 avril à 6 h 30. Cette cérémonie a été considérablement amplifiée dans le cadre du centenaire de la bataille, avec une série d'événements organisés avec la ville d'Arras et un partenariat entre le musée des Beaux-Arts d'Arras et le musée de la guerre d'Ottawa.
En 2013, après cinq ans d'ouverture, le musée accueille son 200 000e visiteur. La fréquentation moyenne est alors de 45 000 visiteurs par an. Depuis le début du centenaire de la Grande Guerre, la fréquentation a considérablement augmenté, et elle est de l'ordre de 65 000 à 75 000 visiteurs par an depuis 2014.